# Château de Villeray (Condeau)
Cet article concerne le château de Sablons sur Huisne. Pour le château de Les Moutiers-en-Cinglais, voir Château de Villeray.
Pour les articles homonymes, voir Villeray (homonymie).
Le château de Villeray  est un château situé à Sablons sur Huisne (commune déléguée de Condeau) dans le département de l'Orne en France, dans le parc naturel du Perche. Il s'agit d'un édifice de style XVIe – XVIIe siècle, remanié au XIXe siècle, à l'architecture soignée, qui commande un vaste parc arboré de 50 hectares.

## Historique
Villeray était au XIe siècle une forteresse sous la bannière des Talvas, seigneurs de Bellême.
Les seigneurs de Nogent avaient au début du XIe siècle reçu la mission de verrouiller la haute vallée de l'Huisne, qui pouvait fournir pour les Normands une voie d'invasion vers Chartres ou vers Paris. Devenus comtes de Mortagne, ils s'établissent sur la rive gauche de l'Huisne, avec le donjon de Rivray. Le château de Villeray commande de son côté la rive droite de l'Huisne. Le lieu abrite primitivement deux châteaux, l'un appelé Villeray en Assé et l'autre Villeray en Jusson.
De cette longue lutte, les Routrou sortiront vainqueurs en 1114, et seront appelés comtes du Perche.
Les forteresses de Villeray sont détruites en 1428, pendant la guerre de Cent Ans ; il en reste des douves, un talus, ainsi que l'ouvrage d'entrée avec deux tourelles. Le château est rebâti au milieu du XVIe siècle, sur la butte de l'un des châteaux médiévaux, par Gilles de Riantz, conseiller au Parlement et maître des requêtes de l'hôtel du roi, puis président de la grand'chambre du parlement, pour lequel les châtellenies de Villeray furent érigées en baronnie par Henri IV (mars 1593). La baronnerie de Villeray était alors l'un des meilleurs revenus du Perche, valant 350 000 livres de rente annuelle, et plus de 100 fiefs nobles des paroisses environnantes en relevaient. En avril 1707, le domaine fut érigé en marquisat avec union de Comblot et Réveillon.
Le château est restauré en 1846, dans un style néo-Renaissance, avec des motifs floraux, des guirlandes de feuillages et des personnages en médaillon sur les façades. Le parc, qui a été dessiné au XVIIe siècle puis modifié à la fin du XVIIIe siècle et au début du XIXe siècle, est encore remanié entre 1845 et 1856.

## Architecture
Le bâtiment est construit en pierre de taille blanche, avec deux étages nobles au-dessus du rez-de chaussée, et un troisième étage sous combles.
Sa façade nord, qui fait face à l'entrée du domaine, présente trois étages de fenêtres à meneaux, articulées symétriquement autour de l'entrée. Celle-ci se traduit par un avant-corps central d'une travée de largeur, qui abrite l'escalier principal. De part et d'autre, la façade s'appuie sur deux pavillons carrés (d'une fenêtre), bordés à leur angle extérieur de petites tours rondes. Ces trois avancées sont soulignées par le faîtage en pignon de la toiture. Elles sont reliées par deux ailes de deux travées chacune, en léger retrait par rapport au reste de la façade.
La façade sud, ouvrant sur le parc, présente un agencement similaire, mais le corps central est ajouré de séries de trois fenêtres rapprochées en forme de galerie. Le pavillon de gauche, plus récent, comporte deux travées et n'a pas de tourelle d'angle.

## Le château auXXIesiècle
Propriété privée, le château est devenu un domaine hôtelier. L'hôtel comporte des chambres dans le château lui-même, ainsi qu'un spa dans les anciennes dépendances du château. Il propose des chambres et cottages dans quelques maisons du village classé de Villeray. Au bas du village, au bord de l'Huisne, un ancien moulin du XIXe siècle abrite un restaurant pour la saison d'été, et offre des chambres supplémentaires.

## Voir  aussi